# Ferdinand de Bavière (1550-1608)

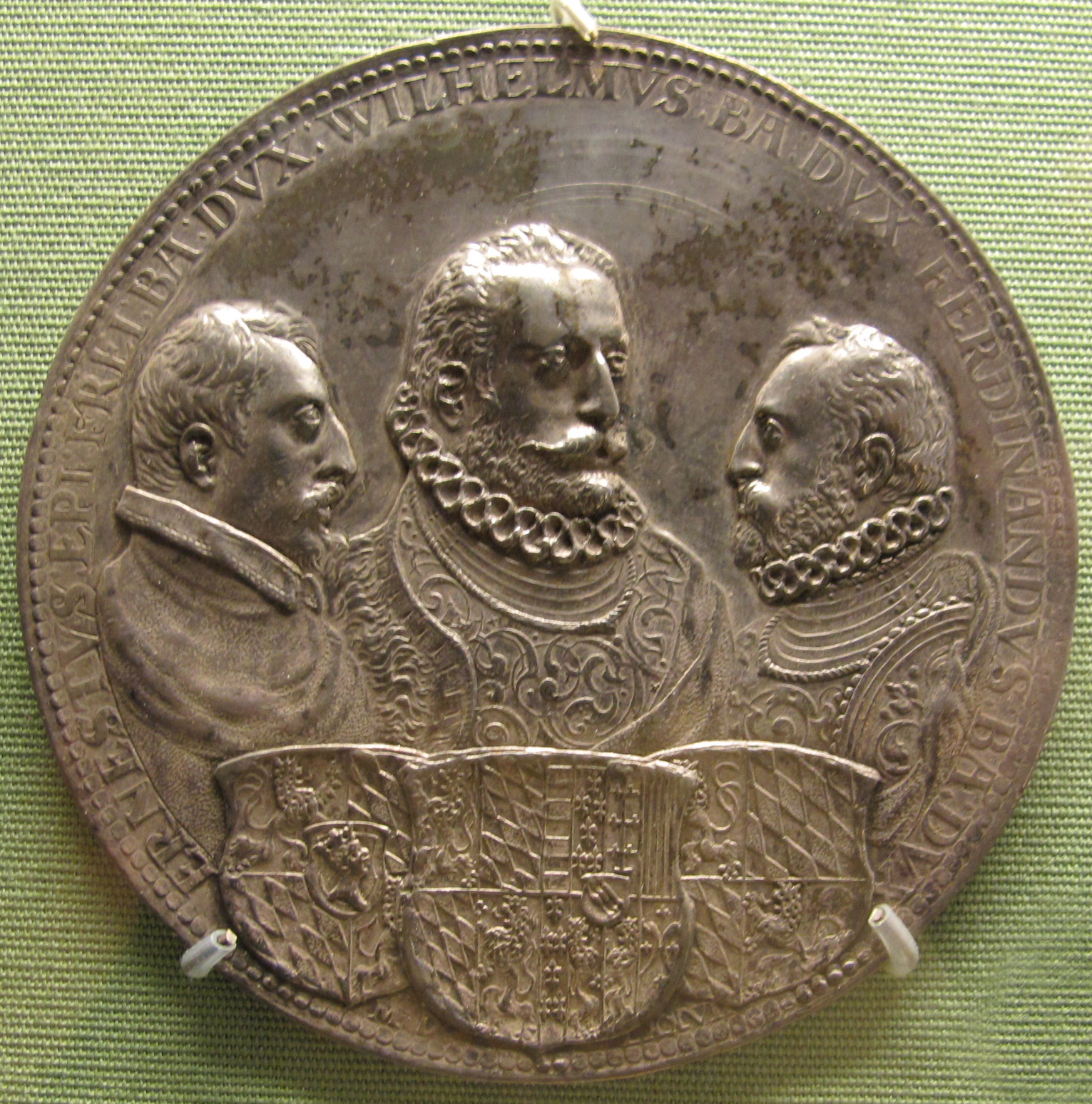
Médaille représentant les frères Ernest, Guillaume et Ferdinand de Wittelsbach

Ferdinand de Bavière, est né le 20 janvier 1550, dans le Landshut, dans le Duché de Bavière, et est mort le 30 janvier 1608 à Munich, à l'âge de 58 ans. Il était le second fils survivant d'Albert V de Bavière et de son épouse l'archiduchesse Anne d'Autriche et, par conséquent, a été préparé pour une carrière militaire. Ferdinand est également connu pour les deux extraordinaires journaux qu'il a tenus, l'un à quinze ans, lors d'un voyage de Munich à Florence pour le mariage de sa tante, et lors d'un second voyage à Florence, alors qu'il était un homme d'affaires jeune et expérimenté.

## Vie personnelle
Ferdinand fait un mariage morganatique avec Maria Pettenbeck le 26 septembre 1588. Les seize enfants de ce mariage ont été élevés au statut de comtes et comtesses de Wartenberg. La ligne s'est éteinte en 1736. Depuis, le titre a également été utilisé par différents membres de la maison royale de Bavière.
- Maria Maximiliane, comtesse, nonne au Riedler Regelhaus de Munich , 1589-1638
- Maria Magdalena, comtesse, nonne au Riedler Regelhaus de Munich, 1590-1620
- Maria Magdalena von Wartenberg, 1592-1598
- Franz Wilhelm, Comte de Wartenberg, évêque d'Osnabruck 1593-1661
- Maria Anna de Wartenberg, nonne au cloître bénédictin de Kuhbach, 1594-1629
- Sebastian de Wartenberg 1595-1596
- Ernst de Wartenberg 1596-1597
- Maximilien, Comte de Wartenberg 1602-1679
- Ernst Benno, Comte de Wartinberg 1604-1666
- Maria Katharina de Wartenberg, 1605-1606
- Ferdinand de Lorenz, Comte de Wartenberg 1606-1666
- Maria Klara Thérèse de Wartenberg 1608-1635

Il est enterré dans la cathédrale de Munich, en Bavière.
Ses frères et sœurs survivants étaient
- Guillaume V de Bavière, 1548-1626
- Marie-Anne de Bavière, 1551-1608, a épousé son oncle, Charles II, archiduc d'Autriche, et fut la mère de Ferdinand II (empereur des romains)
- Maximiliana Maria de Bavière, 1553-1614
- Ernest de Bavière, Électeur de Cologne, 1554-1612